# Mpozo (rivière)
Pour les articles homonymes, voir Mpozo.

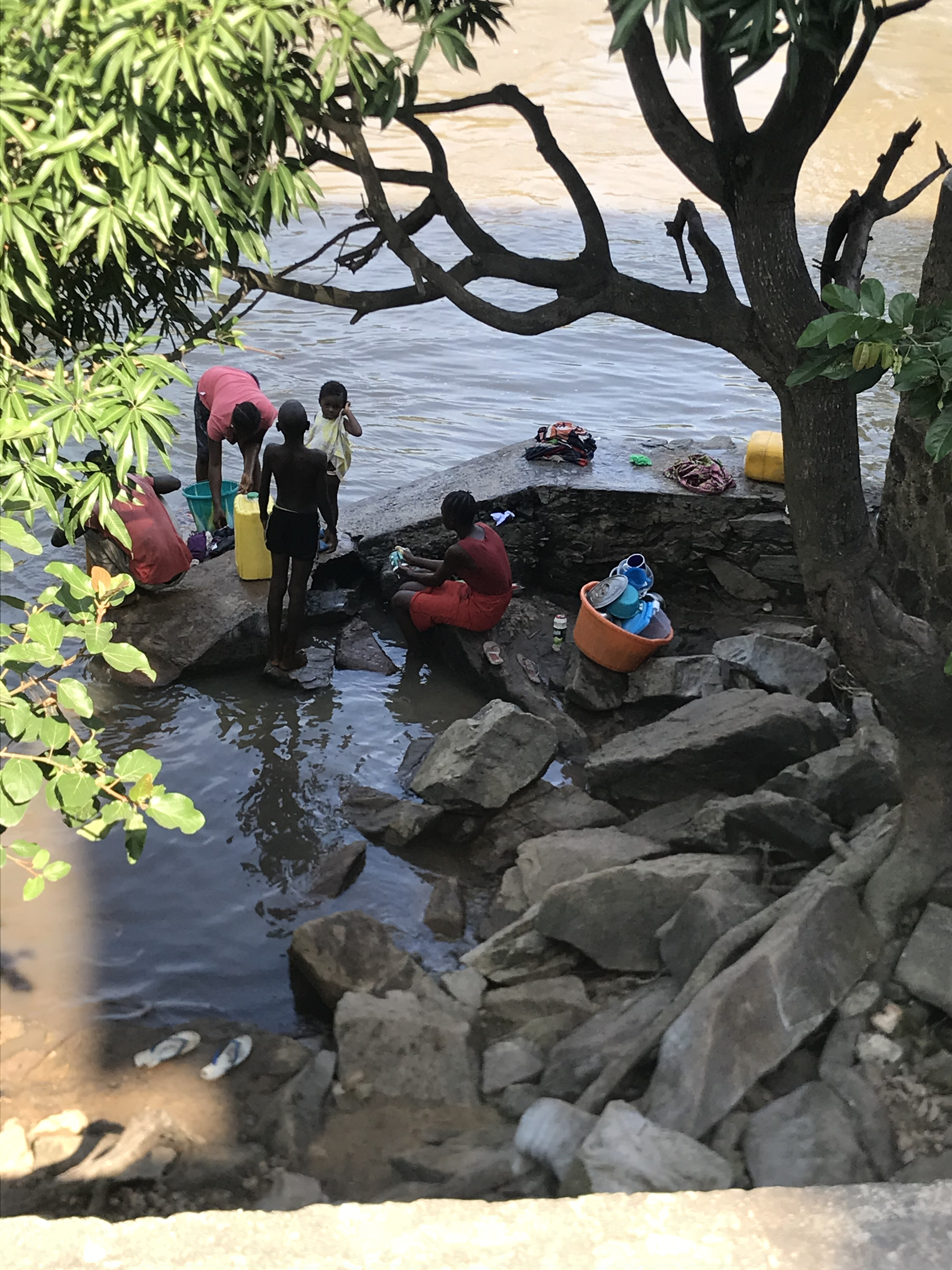
Lessive dans la Mpozo à Matadi.

La Mpozo aussi écrit M'pozo, est une rivière de la province du Bas-Congo en république démocratique du Congo qui prend sa source en Angola. Elle se jette en rive gauche du fleuve Congo quelques kilomètres en amont de Matadi.

## Géographie
La rivière est surtout connue pour la partie inférieure de son parcours, pour son canyon que la ligne de chemin de fer Matadi-Kinshasa emprunte, et qui constitua la principale difficulté lors de la construction de cette ligne fin du XIXe siècle,